# Pitcairnovi otoki
Pitcairnovi otoki, uradno Otočje Pitcairn, Henderson, Ducie in Oeno, je skupina vulkanskih otokov v Južnem Tihem oceanu ki spada pod britanska prekomorska ozemlja. Štirje otoki so med seboj oddaljeni več sto milj skupaj pa tvorijo površino kopnega 47 kvadratnih kilometrov. Samo otok Henderson predstavlja 86 % vse površine kopnega od vseh otokov pa je naseljen samo Pitcairnov otok. Najbližji kraj je Mangareva (Francoska Polinezija) zahodno in Velikonočni otok vzhodno od Pitcairnovega otoka.
Pitcairnovi otoki je ozemlje z najmanj prebivalci na svetu. Otočani so večinoma potomci upornikov z ladje Bounty in nekaj Tahitijcev, ki so se jim pridružili po uporu. Danes na otoku živi približno 50 ljudi, katerih predniki izvirajo iz štirih družin.

## Zgodovina

### Polinezijska naselitev in izumrtje
Prvi naseljenci otokov so bili Polinezijci, ki so živeli na Pitcairnovem otoku, Henderson in Mangarava več stoletij. Kljub velikim razdaljam med otoki so med seboj trgovali in ustvarjali družbene vezi. To je omogočalo, da so majhne populacije na majhnih otokih z omejenimi viri preživele. Naraščanje populacije je povzročilo pomanjkanje virov kar je vodilo v državljansko vojno na otočju Mangareva. S tem je bila trgovina in komunikacija med otoki prekinjena kar je povzročilo, da je majhna skupnost na otokih Pitcairn in Henderson s časom izumrla.
Arheologi so mnenja da so Polinezijci živeli na Pitcairnovem otoku do 15. stoletja. Ko so na otok prišli prvi Evropejci je bil ta nenaseljen.

### Evropsko odkritje
Otoka Ducie in Henderson je 16. januarja 1606 odkril portugalski pomorščak Pedro Fernandes de Queirós, ki je plul za špansko krono. Otoka je poimenoval La Encarnación (Inkarnacija) in San Juan Bautista (Sveti Janez Krstnik) čeprav obstajajo dvomi kateri otok je Queirós obiskal in ga poimenoval. Otok Henderson naj bi bil La Encarnación, Pitcairnov otok pa San Juan Bautista. Otok je 3. julija 1707 ponovno odkrila posadka britanske ladje HMS Swallow kateri je poveljeval kapitan Philip Cartner. Otok je bil poimenovan po Robertu Pitcarinu petnajstletnem članu posadke, ki je otok opazil prvi.
Ker je kapitan Cartner plul brez mornariškega kronometra je otoku določil koordinate 25° 02'S 133° 21'W. Čeprav je bila zemljepisna širina kolikor toliko točna je zemljepisna dolžina odstopala za 3° kar je otok na zemljevidu postavilo 330 km zahodne od prave lokacije. Zaradi napačnih koordinat je bilo otok izredno težko najti. Julija 1773 ga je poizkusil najti James Cook vendar brez uspeha.

### Evropska naselitev
Leta 1790 se je na otoku naselilo devet upornikov iz ladje Bounty in skupina Tahitijcev (šest moških, enajst žensk in dojenčica). Čeprav so naseljenci preživeli s pomočjo kmetovanja in lova na ribe so začetno obdobje zaznamovali resni spori med njimi. Zaradi alkoholizma, umorov in bolezni je umrlo veliko upornikov in Tahitijcev. John Adams in Ned Young sta se zatekla k pobožnim besedilom iz ladijske Biblije na podlagi katerih sta želel ustvariti novo mirno družbo. Young je kasneje umrl zaradi astme.
Otok Duice je leta 1791 ponovno odkrila ladja HMS Pandora kateri je poveljeval kapitan Edward Edwards medtem ko je iskal upornike iz ladje Bounty. Otok je poimenoval po Francisu Reynolds-Moretonu, tretjemu Baron Ducie, ki je bil prav tako kapitan.
Otočani iz Pitcairnovega otoka so poročali, da so prvo ladjo opazili 27. decembra 1795, ta se ni približala otoku zato niso vedeli komu je pripadala. Druga ladja je priplula leta 1801 vendar posadka ni želele navezati stika z otočani. Tretja je prišla dosti blizu otoka, da je opazila hiše otočanov vendar ni poslala čolna na obalo. Stik z otočani je bil vzpostavljen šele februarja 1808 ko se je pri otoku ustavila ameriška ladja Topaz pod poveljstvom kapitana Mayhewa Folgerja, posadka ladje se je na otoku zadržala 10 ur.
Floger je o odkritju poročal britanski admiraliteti, v poročilu je omenil upornike in podal bolj natančne koordinate otoka: 25° 02'S 130°00'W. Ta podatek ni bil znan Tomasu Stainesu, ki je poveljeval ladjama HMS Brito, in HMS Tagus in je otok odkril 17. septembra 1814 na lokaciji 25° 04'S 130° 25'W. Staines je na otok poslal odpravo in napisal natančno poročilo o dogodku. Do takrat je na otoku živel samo še en upornik John Adams, ki so ga za sodelovanje v uporu pomilostili.
Otok Henderson je 17. januarja 1819 ponovno odkril kapitan britanske ladje Hercules James Henderson, ki je plul za Britansko vzhodnoindijsko družbo. Kapitan Henry King iz ladje Elizabeth je 2. marca pristal na otoku in opazil, da na njem že visi britanska zastava. Posadka je ime ladje vrezala v drevo. Otok Oeno je 26. januarja 1824 odkril kapitan ameriške kitolovke Oeno.
Leta 1832 je na otok Pitcairn pršel misionar Joshua Hill.

### Britanska kolonija
Tradicionalno, prebivalci otoka Pitcairn menijo, da so njihovi otoki >>uradno<< postali britanska kolonija 30. novembra 1838, hkrati pa so postali eno prvih ozemelj, ki so glasovalne pravice razširili na ženske. Do sredine petdesetih let 19. stoletja je število naseljencev tako narastlo, da je bil otok prenaseljen, zato so vodje otoka britansko vlado zaprosili za pomoč. Ta jim je ponudila premestitev na Norfolški otok. 3. maja 1856 se je celotna populacija otoka, 193 ljudi, na ladji Morayshire preselila na Norfolški otok. Tja so prispeli 8. junija po težkem pet tedenskem potovanju. Osemnajst mesecev kasneje se je na skupina ljudi vrnila na Pitcairnov otok tem pa je pet let kasneje sledila še skupina 27 ljudi.
18. aprila 1881 je otok obiskala ladja HMS Thetis in poročala, da so otočani zadovoljni in zdravi. Takrat je na otoku živelo 96 ljudi od zadnjega obiska septembra 1878 je njihovo število narastlo za šest. Otočanom je od prijateljev iz Velike Britanije dostavila dva čolna in portlandski cement s katerim naj bi zgradili vodotesne rezervoarje za vodo. Ladijska družba jim je podarila 91 kg piškotov, 45 kg sveč, 45 kg mila in obleko. Ameriška ladja Venus je otočanom dala semena bombaža za trgovanje v prihodnosti.
Leta 1886 je otok obiskal John Tay iz krščanske adventistične cerkve in prepričal večino otočanov, da je sprejela njegovo vero. Na otok se je vrnil leta 1890 na misijonarski ladji Pitcairn z duhovnikom, ki je opravil krst ljudi. Od takrat naprej je večina prebivalcev otoka pripadnikov adventistične cerkve.
Otoki Henderson, Oeno in Ducie so bili priklopljeni Veliki Britaniji leta 1902: Henderson 1. julija, Oeno 10. julija in Ducie 19. decembra. Leta 1938 so vse tri otoke skupaj z Pitcairnovim otokom združili v eno administrativno enoto imenovano Pitkairnovi otoki.
Leta 1937 je populacija na otoku dosegla 233. Od takrat je upadla saj se je veliko otočanov preselilo v Avstralijo in Novo Zelandijo.

### Spolni napadi in sojenje
Leta 2004 so bile podane obtožbe za sedem ljudi, ki živijo na otoku Pitcairn in šest ljudi, ki živi v tujini. Obtožena je bila kar tretjina moške populacije. Po obsežnem sojenju je bila večina moških obsojenih, nekateri tudi zaradi spolnih stikov z otroki. 25. oktobra 2004 je bilo obsojenih šest moških, med njimi je bil tudi takratni župan Steven Christian. Otočani so imeli tudi 20 kosov strelnega orožja, ki so ga morali oddati pred sojenjem. Po zadnji pritožbi je britanska vlada v dolini Bob's Valley postavila zapor. Obsojeni so začeli prestajati zaporno kazen konec leta 2006. Do leta 2010 so skoraj vsi prestali zaporno kazen in so jih odpustili ali pa so kazen odslužili v hišnem priporu.
Leta 2010 so župana Mika Warrena obtožili, da ima na računalniku otroško pornografijo. Leta 2016 je bil obsojen, da je na računalnik prenesel preko 1000 fotografij povezanih z otroško pornografijo. Prenos se je začel po obsodbah leta 2004. Med tem je tudi dela na področju zaščite otrok.

## Geografija
Pitcairnovi otoki so najbolj jugovzhodni del geološkega arhipelaga Tuamotu, ki je del Francoske Polinezije. Otočje sestavljajo otoki: Pitcairn, Oeno, Henderson in Ducie. Otoki so vulkanskega izvora in so center t.i. vroče točke Pitcairn. Pitcairnov otok je edini naseljen otok, dostopen je le z čolnom preko zaliva Bounty. Otok Henderson predstavlja kakih 86 % celotne kopenske površine otočja. Omogoča življenje raznolikim rastlinskim in živalskim vrstam, vzdržuje lahko celo manjšo človeško populacijo čeprav na otoku kronično primanjkuje sladke vode. Notranjost otoka je težko dostopna zaradi strme in skalnate obale ki jo prekrivajo ostre korale. Leta 1988 je UNESCO otok razglasil za svetovno kulturno dediščino. Ostali otoki so oddaljeni več kot 100 km in niso naseljeni.
| Ime                           | Tip otoka              | Površina kopnega (km2) | Skupna površina (km2) | Pop. Julij 2011 | Koordinate                                         |
| ----------------------------- | ---------------------- | ---------------------- | --------------------- | --------------- | -------------------------------------------------- |
| Otok Ducie                    | atol†                  | 0.7                    | 3.9                   | 0               | 24°40′09″S 124°47′11″W / 24.66917°S 124.78639°W    |
| Otok Henderson                | dvignjeni koralni otok | 37.3                   | 37.3                  | 0               | 24°22′01″S 128°18′57″W / 24.36694°S 128.31583°W    |
| Otok Oeno                     | atol†                  | 0.65                   | 16.65                 | 0               | 23°55′26″S 130°44′03″W / 23.92389°S 130.73417°W    |
| Pitcairnov otok               | vulkanski otok         | 4.6                    | 4.6                   | 68              | 25°04′00″S 130°06′00″W / 25.06667°S 130.10000°W    |
| Pitcairnovi otoki (vsi otoki) | –                      | 43.25                  | 62.45                 | 68              | 23°55′26″ do 25°04′00″S, 124°47′11″ do 130°44′03″W |

† Vključuje koralni greben in laguno.
- Pogled na otok iz vzhoda
- Satelitski posnetek Pitctarinovega otoka
- Karta Pitctarinovih otokov
- Pogled na zaliv Bounty

### Podnebje
Podnebje na otoku je tropsko, z mokrimi poletji in suhimi zimami. Deževno obdobje (poletje) se začne novembra in traja do marca z temperaturnim razponom od 25 °C do 35 °C. Pozimi temperature nihajo med 17 °C in 25 °C.

### Rastlinstvo
Na otoku raste devet rastlin, ki jih je možno najti le na Pitcairnovem otoku. Med njimi je velika praprot, ki je bila prej velik vir lesa. Nekatere vrste kot je na primer rdeče jagodičevje (Coprosma rapensis var. Benefica) so blizu izumrtja. Rastlina vrste Glochidion pictarinense je edemična za Pitcairnov in Hendersonov otok.

### Živalstvo
Med letoma 1937 in 1951 je mornar Irving Johnsos na otok naselil pet velikih galapaških želv. Do danes je preživela le želva z imenom Mr. Turpen. Želva je po navadi v okolici Western Harborja. Želva je zaščitena, vsako dejanje ki bi povzročilo smrt, poškodbo, škodo, jo sramotilo ali povzročilo stisko živali je kaznivo.
Na otoku živi več skupin ptičev. Mednje spadajo morske in močvirske ptice ter manjše število kopenskih ptic. Od dvajset vrst ptic jih na otoku Henderson živi 16 med njimi je tudi neleteča ptica hendersonova tukalica. Na Pitcairnovem otoku živijo: mala čigra, rjavi nodi, rdečerepi tropik. Pitcairnov vrabec je endemična vrsta, leta 2008 je bila dodana na seznam ogroženih vrst.
V okolici otoka zimo preživlja in se razmnožuje manjša skupina kitov grbavcev.
Vse štiri otoke je BirdLife International razglasil kot pomembna območja za ptice. Pitcairnov otok je pomemben zaradi pitcairnovega vrabca, Henderson zaradi morskih in endemičnih kopenskih ptic, Oeno in Ducie pa sta pomembna zaradi kolonij Hudournika in viharnikov.
Leta 2015 je britanska vlada v okolici otočja razglasila enega največjih morskih rezervatov na svetu. Rezervat pokriva celotno ekskluzivno ekonomsko cono z površino 834.334 km². Namen rezervata je zaščita najbolj občutljivega zemeljskega ekosistema pred krivolovom. Za nadzor gibanja plovil v okolici otokov s pomočjo satelitov je bil ustanovljen projekt Eyes on the Seas (Oči na morju).

## Politika
Pitcairnovi otoki spadajo pod britanska čezmorska ozemlja z lokalno vlado. Na otočju kralja Velike Britanije predstavlja guverner s sedežem v Wellingtonu na Novi Zelandiji.
Ustava iz leta 2010 daje možnost, da otočje deluje kot predstavniška demokracija pri čemer Velika Britanija zagotavlja obrambo in zunanjo politiko. Guverner in otoški svet sprejemate zakone za red in mir v dobro vladanja. Otoški svet imenuje župana otoka, ki je stalno prisoten na otoku in deluje kot otoški administrator. Komisarja imenuje guverner in skrbi za povezavo med guvernerjem in otoškim svetom.
Od leta 2015 so poroke med istospolnimi partnerji mogoče, čeprav na otoku ni nobenega para v takem razmerju.
Na otoku je najmanjša populacija katere koli demokracije na svetu.
Odbor združenih narodov za demokracijo vključuje Pitcairnove otoke na seznam Združenih narodov, ki niso samoupravni.
Na otoku ni vojske, obrambo otoka zagotavljajo oborožene sile Velike Britanije.

## Ekonomija

### Poljedelstvo
Zaradi plodne zemlje v dolinah kot je npr. dolina Isaac jugovzhodno od Adamstowna uspeva veliko tropskega sadja: banane, papaja, ananas, mango, lubenica, melona, kokos, avokado, citrus, kruhovec, marakuja in sladkorni trs. Otok je izredno produktiven, njegovo ugodno podnebje podpira široko paleto tropskih in zmernih rastlinskih kultur. Za zemljišča in njihovo uporabo je odgovorna vlada. Če vlada presodi, da je kmetijska proizvodnja pretirana lahko zemljišče obdavči. Če zemljišča niso v skladu s standardi vlade lahko ta zemljišče zaseže in ga brez odškodnine dodeli drugemu. 
V okolici otoka je ogromno rib. Za lokalne potrebe in za trgovanje s potniškimi ladjami se nalovi veliko rib in jastogov.

### Minerali
V okolici otoka v ekskluzivni ekonomski coni, ki se razteza 370 km od obale otokov in zajema površino 880.000 km² so našli: mangan, železo, baker, srebro in cink.

### Proizvodnja medu
Leta 1998 sta agencija Velike Britanije za pomoč čezmorskim ozemljem in oddelek za mednarodni razvoj ustanovili apikulturni program s katerim sta otočane navadili čebelarstva in analizirale otoške čebele in med ter odkrivali prisotnost ali odsotnost bolezni. Otok ima populacijo čebel brez bolezni zaradi česar je med visoke kvalitete. Čebele so mirne sorte zato lahko čebelarji delajo z minimalno zaščito. Otok izvaža med na Novo Zelandijo in Veliko Britanijo. Med prodaja Fortume & Mason in je bil priljubljen pri kraljici Elizabeti in princu Charlesu. Pod znamko Bounty Products in Delectable Bonty se na Novi Zelandiji prodaja suho sadnje: banane, papaje, ananasa in manga. Med in produkti povezani z medom so pod strogim nadzorom otoške vlade. 

### Kulinarika
Zaradi majhnega števila ljudi kulinarika na otoku ni razvita. Tradicionalna otoška hrana je pota, kaša iz palmovih listov in kokosa. Veliko se uporabljajo domače tropske rastline kot so: bazilika, sladkorni trs, kokos, banane in fižol. Mesna jedi sestavlja večinoma rib in govedina. Ker je večina ljudi iz Velike Britanije je na lokalno kuhinjo vplivala kuhinja iz Velike Britanije, tak primer je mesna pita.
Ker ljudje iz Norfolških otokov izvirajo iz Pitcairna je tamkajšnja kuhinja zelo podobna tisti na Pitcairnovem otoku. Lokalna kuhinja je tako mešanica britanske in tahitijske kuhinje ter vključuje živila, ki jih na Pitcairnu in Norfolku ni najti. Tak primer so solate in sadne pite ki so vpliv ameriških kitolovcev.

### Turizem
Turizem je ena izmed glavnih gospodarskih dejavnosti otoka. Ta je osredotočen predvsem na manjše skupine ki priplujejo s čarterskimi ladjami ter nato bivajo v hišah domačinov. Približno desetkrat na leto se za en dan ob otoku ustavijo ekspedicijske križarke, potniki pa lahko obiščejo otok če vreme to dopušča. Od leta 2009 vlada upravlja z potniško/tovorno ladjo MV Clymore II, ki edina zagotavlja redno linijo med Pitcairnovim otokom, Novo Zelandijo in Francosko Polinezijo. Vlada ponuja tridnevne in desetdnevne počitnice na otoku. Turisti so nastanjeni pri lokalnih družinah s tem doživijo otoško kulturo hkrati pa prispevajo k lokalnemu gospodarstvu. Nastanitve zagotavljajo vedno večji vir dohodka zato nekatere družine vlagajo v izgradnjo novih nastanitev, ki so namenjene samo turistom.
Obisk otoka, ki je krajši od 14 dni ne zahteva vize, za daljše bivanje si je potrebno zagotoviti dovoljenje. Osebe mlajše od 16. let potrebujejo dovoljenje preden se izkrcajo na otoku ne glede na dolžino obiska.

### Ostali viri prihodkov
Otočani izdelujejo zanimive izdelke iz lesa (les prihaja z otoka Henderson). Tipični leseni izdelki so morski psi, ribe, kite, želve, ptice, sprehajalne palice, knjižne škatle in modeli ladje Baunty. Uporablja se temen in trpežen les drevesa Miro (Thespesia populnea). Izdelujejo tudi prte tapo, ki so značilni za Polinezijo ter poslikane liste rastline Hattie. Glavni vir prihodka je bil včasih prodaja znamk in kovancev zbirateljem, spletna domena pn. in prodaja ročnih izdelkov ladjam ki so plule na poti med Panamo in Novo Zelandijo. Vlada otoka ima monopol nad vsemi izdelki, ki so pridelani ali izdelani na otoku in so namenjeni prodaji.

### Elektrika
Elektriko na otoku zagotavljajo dizelski agregati med 7 uro zjutraj in 10. uro zvečer. Zaradi visokih stroškov goriva so načrtovali postavitev vetrne elektrarne vendar so projekt preklicali zaradi visokih stroškov izgradnje.
Na otoku je samo ena oseba, ki usposobljena za vzdrževanje električnega omrežja. Leta 2014 je ta oseba dosegla 65 let.

## Demografija
Po letu 1940 je število prebivalcev otoka močno upadlo kar je resno ogrozilo sposobnost preživetje majhne otoške skupnosti. Vlada je poizkusila privabiti migrante vendar pobude niso bile učinkovite.
V 21 letih pred letom 2012 sta bila na otoku rojena samo dva otroka. Leta 2005 sta Shiley in Simon Young postala prvi poročeni par v zgodovini, ki sta dobila državljanstvo Pitcairnovega otoka.

### Jezik
Večina prebivalcev otoka je potomcev upornikov iz ladje Baunty in Tahitijcev. Govorijo jezik pitkern, ki je mešanica angleščine iz 18. stoletja in tahitijskega jezika. Jezik se uporablja v vsakdanjem življenju in se ga skupaj z angleščino učijo v edini otoški šoli. Tesno je povezan z jezikom norfuk, ki ga govorijo na otoku Norfolk saj so se na njem naselili naseljenci z Pitcairnovega otoka.

### Religija
Edina cerkev na otoku je cerkev adventistov sedmega dne. Adventistična cerkev ni državna vera saj lokalne oblasti niso sprejele nobenih zakonov o njeni ustanovitvi. Adventistična misija v 1890-ih je pomembno vplivala na otoško družbo. V zadnjih letih se je število ljudi, ki obiskujejo cerkev zmanjšalo, večina prebivalcev cerkev obišče ob pomembnih priložnostih.
Cerkev je bila zgrajena leta 1954, vodi jo cerkveni odbor in duhovnik z dvoletnim mandatom. Sobotna šola se začne v soboto ob 10. uri uro pozneje ji sledi maša. V torek zvečer je še ena maša v obliki molitvenega sestanka.

### Izobraževanje
Izobraževanje je brezplačno in obvezno med petim in šestim letom. Otroci se do dvanajstega leta izobražujejo na otoški šoli po trinajstem letu pa na srednji šoli na Novi Zelandiji ali pa se izobražujejo dopisno. Šola na otoku zagotavlja predšolsko in osnovnošolsko izobrazbo na podlagi novozelandskega učnega načrta. Kvalificiranega učitelja v registru učiteljev izbere guverner otoka.
Otroci so napisali knjigo v piktarinščini in angleščini z naslovom Mi Bas orn Pitcairn ali My Favourite Place on Pitcairn (Moj najljubši kraj na Pitcairnu).

### Prebivalstvo skozi zgodovino
Prebivalstvo je svoj vrhunec doseglo v 1930-ih, ko je na otoku živelo preko 200 ljudi. Od takrat se je število prebivalcev zaradi izseljevanja bistveno zmanjšalo. Danes na otoku živi okoli petdeset ljudi (2012-2018).
| Leto | Prebivalstvo | Leto | Prebivalstvo | Leto | Prebivalstvo | Leto | Prebivalstvo | Leto | Prebivalstvo | Leto | Prebivalstvo |
| ---- | ------------ | ---- | ------------ | ---- | ------------ | ---- | ------------ | ---- | ------------ | ---- | ------------ |
| 1790 | 27           | 1880 | 112          | 1970 | 96           | 1992 | 54           | 2002 | 48           | 2012 | 48           |
| 1800 | 34           | 1890 | 136          | 1975 | 74           | 1993 | 57           | 2003 | 59           | 2013 | 56           |
| 1810 | 50           | 1900 | 136          | 1980 | 61           | 1994 | 54           | 2004 | 65           | 2014 | 56           |
| 1820 | 66           | 1910 | 140          | 1985 | 58           | 1995 | 55           | 2005 | 63           | 2015 | 50           |
| 1830 | 70           | 1920 | 163          | 1986 | 68           | 1996 | 43           | 2006 | 65           | 2016 | 49           |
| 1840 | 119          | 1930 | 190          | 1987 | 59           | 1997 | 40           | 2007 | 64           | 2017 | 50           |
| 1850 | 146          | 1936 | 250          | 1988 | 55           | 1998 | 66           | 2008 | 66           | 2018 | 50           |
| 1856 | 193          | 1940 | 163          | 1989 | 55           | 1999 | 46           | 2009 | 67           |      |              |
| 1859 | 16           | 1950 | 161          | 1990 | 59           | 2000 | 51           | 2010 | 64           |      |              |
| 1870 | 70           | 1960 | 126          | 1991 | 66           | 2001 | 44           | 2011 | 67           |      |              |

## Izumrtje
Od julija 2014 živi na otoku 56 ljudi vključno z upravnikom, zdravnikom, policistom in njihovimi zakonci. Dejansko je na otoku le 49 ljudi s stalnim bivališčem, ki živijo v dvaintridesetih gospodinjstvih. Redkokdaj se zgodi, da so vsi prebivalci istočasno na otoku. Otok obiščejo za različno dolga obdobja preostali čas pa preživijo izven otoka zaradi zdravstvenih razlogov, službe, šolanja ali mednarodnih konferenc. Novembra 2013 je bilo sedem prebivalcev izven otoka. Raziskave so pokazale, da bodo do leta 2045, če ne bo nič storjeno, na otoku živeli le še trije za delo sposobni ljudje ostali pa bodo zelo stari. Poleg tega so raziskave pokazale, da prebivalci, ki so v zadnjih desetletjih zapustili otok, ne kažejo velikega zanimanja za vrnitev. Od stotih izseljencev jih je bilo le 33 pripravljeno sodelovati, le trije pa so izrazili željo po vrnitvi.
Leta 2014 je na otoku živelo 31 dela sposobnih oseb: 17 moških in 14 žensk med 18. in 64. letom starosti. Od 31 jih je le sedem mlajših od 40 let, osemnajst pa jih je starejših od 50 let. Večina moških opravlja naporna fizična dela, kot so posadka čolna, delo s tovorom, upravljanje in vzdrževanje. Za delo na čolnu je starostna meja za upokojitev 58 let. Večina posadk štirih čolnov je že v poznih petdesetih letih.
Otoška vlada želi pritegniti migrante, vendar so bili poskusi zaenkrat neuspešni. Od leta 2013 je okoli 700 ljudi izrazilo interes, vendar nobene uradne prošnje za preselitev. Priseljencem je prepovedano prevzemati lokalna delovna mesta ali zahtevati ugodnosti za določen čas zase in za otroke. Od priseljencev se pričakuje, da bi imeli vsaj 30.000 novozelandskih dolarjev prihrankov na osebo, od njih se pričakuje, da naj bi zgradili lastno hišo v vrednosti 140.000 dolarjev. Pri tem je možno najeti pomoč od zunaj za 23.000 do 28.000 dolarjev. Povprečni življenjski stroški na otoku znašajo 9.464 dolarja. Vse to ne zagotavlja, da ima priseljenec pravico ostati na otoku, po dveh letih mora svet ponovno potrditi status. Priseljenci morajo sodelovati tudi pri neplačanih javnih delih, kot so vzdrževanje in gradnja cest, poti, čiščenje javnih sanitarij, transport s čolnom... Za otok veljajo tudi omejitve za otroke, mlajše od 16 let.
Za transport tovora iz Taurange do Pitcairna na ladji MV Clymore II se zaračuna 350 USD na kubični meter ter 1000 USD na kubični meter za vse druge prevoze. Karta za enosmerno potovanje do otoka stane 3.000 USD, druga potovanja stanejo 5000 USD.
Leta 2014 je v ekonomskem poročilu vlada otoke navedla, da nihče ne sme migrirati na otok iz ekonomskih razlogov saj je število delovnih mest v javnem in zasebnem sektorju omejeno. Prav tako je velika konkurenca na področju turizma, zato se otočani izmenjujejo pri nastanitvah turistov.
Ker je otok britansko čezmorsko ozemlje, se bo morala britanska vlada v Londonu na neki točki odločiti o prihodnosti otoka.

## Kultura
Na otoku so včasih veljala stroga družbena pravila, ki so prepovedovala: ples, kajenje, pitje alkohola in javno izkazovanje naklonjenosti. Ta pravila danes ne veljajo več. Otočani in obiskovalci ne potrebujejo več polletnega dovoljenja za kupovanje, uvoz in pitje alkohola. Na otoku sta kavarna in bar z licenco za prodajo alkohola, tega je skupaj s cigareti mogoče dobiti tudi v vladni trgovini.
Ribolov in plavanje sta popularni rekreativni dejavnosti. Pri praznovanju rojstnega dne ali prihodu ladje je vključena celotna otoška skupnost. Ta na glavnem trgu priredi kosilo z obilo hrane, ki vključuje različne vrste mesnih jedi ter jedi iz sadja in zelenjave.
Uslužbenci na otoku so zadolženi za vzdrževanje cest in poti. Od leta 2011 je otok zaposloval več kot 35 moških in žensk.
Bounty Day (Dan Bounty) je otoški državni praznik, ki se praznuje 23. januarja. Na ta dan se otočani spomnijo upornikov, ki so z ladjo HMS Bounty pripluli na otok.

## Komunikacija
Britanska poštna koda za preusmerjanje pošiljk na otok je PCRN 1ZZ.
Otok uporablja mednarodno klicno kodo Nove Zelandije +64. Na otoku še vedno deluje ročna telefonska centrala (operater mora ročna preklapljati med uporabniki.
Na otoku ni nobenega radijskega oddajnika. Za komunikacijo na daljavo po otoku in morju otočani uporabljajo ročne radijske postaje (walkie-talkie). Radijske postaje je možno poslušati z kratkovalovnim radijem.
Spletna stran QRZ.COM navaja, da je na otoku šest amaterskih radijskih operaterjev, ki uporabljajo ITU kodo VP6. Nekateri od teh operaterjev ni so več živi, druga pa niso več aktivni. Zadnja DX-pedicija (ekspedicija radioamaterjev na radijsko eksotične lokacija po svetu) na Pitcairn je potekala leta 2012. Leta 2008 je DX-pedicija obiskala otok Ducie leta 2018 pa ga je obiskala ponovno.
Otok lahko sprejema številne televizijske kanale vendar je do hiše možno pošiljati le dva kanala hkrati.
Dostop do interneta je možen le preko satelitske povezave, ki jo sponzorira vlada. Otok ima domeno pn. Prebivalci plačajo 50 NZ$ za 25 GB podatkov na mesec. Leta 2012 je bila nameščena povezava z hitrostjo prenosa 1 Mbit/s, ki so si jo delile vse družine na otoku. Do decembra 2017 je britanska vlada na otoku postavila 4G LTE mobilno omrežje s hitrostjo 5Mbit/s ki si ga delijo vsi prebivalci.

## Transport
Do otoka je možno priti le z ladjo. Otok nima letališča niti pristanišča. Za transport ljudi in opreme med ladjo in otokom otočani uporabljajo čolne. Edino primerno pristajališče za čolne je zaliv Bounty kjer so tudi lansirna rampa za čolne. Preostali deli obale otoka so nedostopni zaradi čeri.
Glavni prevoz med Pitcairnovim otokom in Mangareva v francoski Polineziji zagotavlja ladja MV Clymore II. Ladjo je zakupila vlada za potrebe oskrbe otoka.
Najbližje letališče je na otoku Mangareva v Francoski Polineziji. Do otoka je možno priti z letalom iz letališča Pepeete, Tahiti.
Na Pitcairnovem otoku je 6,4 km dolga asfaltirana cesta, ki vodi iz zaliva Bounty skozi Adamstown.
Glavni način prevoza na otoku so motorna kolesa na štirikolesni pogon ter hoja. Cesto omrežje in pešpoti si je možno gledati tudi na Google Street View.

## Galerija
- Zaliv Bounty v 1970-ih
- Pitcairnov otok
- Zavetje na Hendersonovem otoku
- Oeno
- St. Paul's Point na zahodu Pitcairnovega otoka
- Greben Garnets, Pitcairnov otok

### VFlada
- Pitcairn Government official website

### Potovanja
- Pitcairn Island Tourism Official tourism site of the Pitcairn Islands.
- Google Street View June 2013
- Wikimedia Atlas - Pitcairn Islands